# Dries Mertens
Pour les articles homonymes, voir Mertens.
Dries Mertens (prononcé en néerlandais : [ˈdris ˈmɛrtəns]), né le 6 mai 1987 à Louvain en Belgique, est un footballeur international belge, retraité depuis 2025, qui joue au poste d'attaquant.
En 2020, il devient le meilleur buteur de l'histoire du SSC Naples en dépassant le Slovaque Marek Hamšík.

## Étymologie
Le patronyme néerlandophone Mertens indique une filiation par le suffixe -s de quelqu'un qui se dénommait Maarten (version néerlandaise de Martin).
Dries est le diminutif du prénom néerlandais Andries, équivalent d'André en français.

## Biographie

### En club

#### Jeunesse et formation en Belgique (1996-2005)
Dries Mertens est le fils d'Herman Mertens, professeur de sport, et de Marijke Van Kampen, professeure de neurologie à Louvain. Il commence à jouer au football à l'âge de 10 ans au K Stade Louvain.
Il continue ensuite sa formation au RSC Anderlecht, en compagnie de son ami Denis Odoi, mais en raison de son petit gabarit, son avenir est incertain. En effet, Dries est considéré comme trop faible pour intégrer, à 17 ans, l'équipe première du club.
Il file alors à la KAA La Gantoise, alors entraînée par Georges Leekens. Encore une fois, c'est dans la réserve qu'il fait ses marques et ne joue aucun match pour l'équipe première gantoise.

#### Débuts professionnels en Belgique (2005-2006)
Il s'engage donc en 2005 avec l'équipe première du KAA La Gantoise. Il est alors immédiatement prêté à l'Eendracht Alost en troisième division, en compagnie d'autres joueurs gantois. Cette division est peu suivie et réputée physique, pourtant la taille du Louvaniste ne le handicapera pas trop. En effet, il s'impose comme un joueur phare de l'Eendracht Alost, en écrasant toute la concurrence. Il inscrit, cette saison-là, 4 buts en 14 matchs avec son club, et reçoit le Soulier d'or, attribué pour le meilleur joueur de son club.
C'est ainsi que, jugeant qu'il ne devait pas s'enterrer en troisième division, La Gantoise le rappelle, mais encore une fois, il n'est pas conservé en raison de son trop mince gabarit. Dries doit donc trouver un autre club.

#### Confirmation aux Pays-Bas (2006-2013)

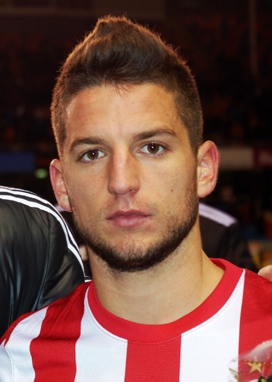
Mertens avec le PSV en 2012.

Il signe à dix-neuf ans au AGOVV Apeldoorn, un club de seconde division néerlandaise. Il y fait une rencontre capitale dans sa carrière de footballeur, celle de John van den Brom, entraîneur d'Apeldoorn qui deviendra plus tard entraîneur d'Anderlecht. Le coach néerlandais va lui accorder une confiance qu'il n'aura jamais connue auparavant. Cela sera une étape charnière dans son développement. Il rencontre également son compatriote Nacer Chadli en 2007. En trois saisons, Mertens possède plus d'une centaine de matchs à son actif, pour plus de trente buts inscrits. En 2009, il est nommé capitaine de l'équipe et est choisi comme « talent de l'année » dans la première division des Pays-Bas.
Plusieurs clubs néerlandais se montrent intéressés par ses services, comme le FC Utrecht, club dans lequel il signe jusqu'en 2012 et où il reçoit le numéro 11. Ce sera la première fois que Dries jouera dans la première division d'un pays. Il montre ses qualités en Eredivisie. En effet, sa première saison à Utrecht est étincelante, et Dries est nommé deuxième meilleur joueur du championnat en 2010, juste derrière l'Uruguayen Luis Suarez. Il confirme ses bonnes performances la saison suivante. Il se fait remarquer en réalisant un triplé lors de la dernière journée de championnat, le 15 mai 2011 contre l'AZ Alkmaar. Il participe ainsi à la large victoire de son équipe ce jour-là, qui s'impose par cinq buts à un. Il inscrit en tout dix buts championnat et délivre pas moins de douze passes décisives. Le FC Utrecht termine à la neuvième place du championnat.
Il est très convoité mais son club prolonge son contrat de trois saisons, pour pouvoir le vendre à bon prix. Des clubs comme l'Ajax, le PSV, Tottenham, ou quelques clubs espagnols veulent le faire signer. Il y a aussi sur la liste quelques clubs belges, dont Anderlecht, son club formateur. Le 28 juin 2011, Dries Mertens rejoint les rangs du PSV Eindhoven. Très vite, il s'affirme comme un leader au sein du club du Brabant-Septentrional.
Il inscrit son premier but sous ses nouvelles couleurs lors de ses débuts en compétition le 7 août 2011, en étant l'auteur du seul but du PSV lors d'une défaite 3-1 contre l'AZ. Plus tard dans le mois, le 28 août suivant, Mertens inscrit son premier triplé pour le PSV lors de la large victoire 6-1 contre l'Excelsior Rotterdam. Lors de sa première saison, il découvre dans le même temps la Ligue Europa. Il inscrit d'ailleurs son premier but dans cette compétition lors de la première journée de la phase de groupes le 15 septembre suivant, contre le Legia Varsovie, offrant ainsi la victoire à son équipe sur le score de 1-0. Il continue à être décisif lors de son bon début de saison et inscrit un quadruplé le 24 septembre 2011 face au Roda JC, lors de la victoire 7-1 de son équipe. Il termine meilleur buteur et meilleur passeur de son club (27 buts, 22 passes décisives toutes compétitions confondues). Il est sans doute l'un des principaux artisans de la troisième place du PSV en championnat.
Il poursuit son aventure avec le PSV pour la saison suivante. Il termine la saison avec un total de 16 buts et 17 passes décisives, meilleur passeur du championnat. Cette fois-ci, le PSV termine deuxième du championnat.

#### SSC Naples (2013-2022)

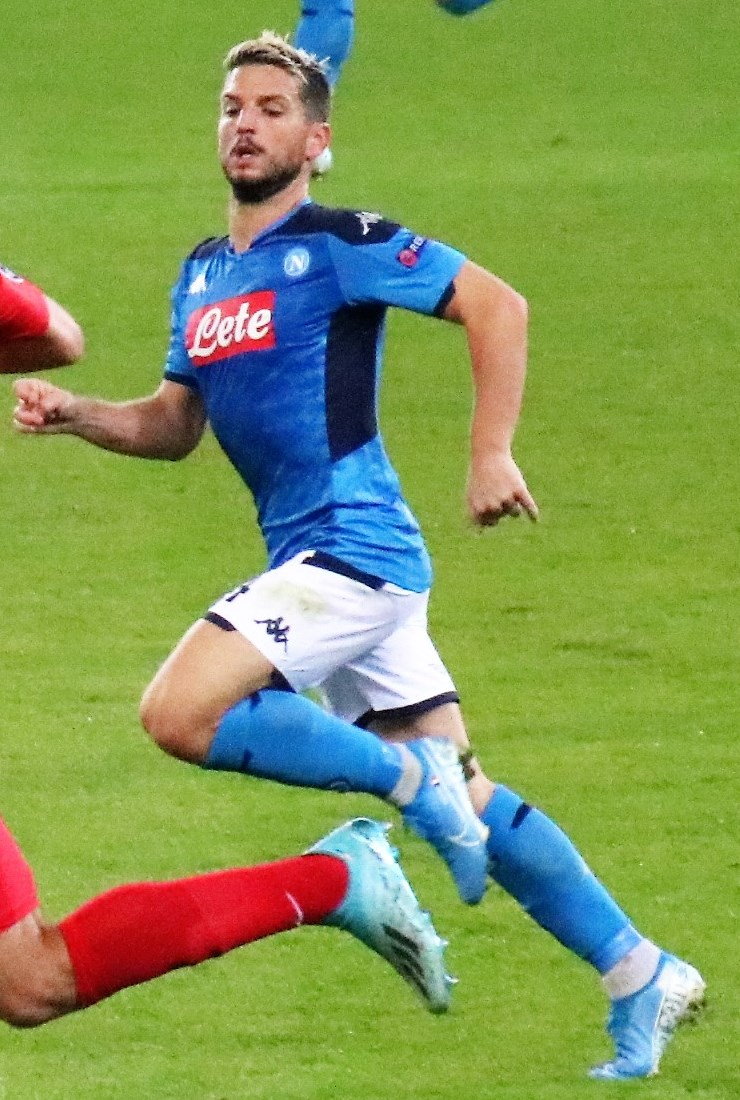
Mertens avec le Napoli en 2019.

Le 24 juin 2013, il signe un contrat de cinq ans au SSC Naples. Le transfert est estimé à environ 9 millions d'euros. Il inscrit son premier but en Serie A le 30 octobre 2013 contre la Fiorentina (victoire 1-2). Il marque son deuxième but le 15 décembre suivant contre l'Inter de Milan, son premier but au Stade San Paolo de Naples, et son équipe s'impose (4-2 score final). La deuxième partie de saison commence de la meilleure des manières pour Dries. En effet, il marque son premier doublé avec Naples contre la Sampdoria Gênes (victoire 2-0), le 6 janvier 2014. La semaine suivante, sur le terrain du Hellas Vérone, il marque le premier but de son équipe (victoire 0-3). Il marque plusieurs buts et délivre plusieurs passes décisives importantes jusqu'à la fin de la saison. Le 3 mai 2014, Naples gagne la Coupe d'Italie, et Mertens marque un but dans le temps additionnel, ce qui permet à sa formation de l'emporter sur le score de 3-1 contre la Fiorentina. Le 18 mai 2014, il inscrit un doublé et délivre deux passes décisives face au Hellas Vérone pour le compte de la dernière journée de championnat , qui voit les napolitains s'adjuger la partie sur le score de 5-1. Il terminera la saison avec 11 buts et 5 passes décisives en championnat. Naples termine à la troisième place de la Serie A. Le 19 avril 2016, il inscrit son premier triplé en Serie A face au Bologna FC en marquant 3 buts en seulement 30 minutes. Il délivre également une passe décisive au cours de ce match et permet au Napoli de s'imposer sur le score de 6-0. Le 18 décembre 2016, il réalise son premier quadruplé en Série A, dont 3 buts en à peine 9 minutes, face au Torino, ce qui permet à Naples de remporter la partie 5-3. Il terminera la saison 2016-2017 avec 34 buts inscrits, dont 28 en championnat terminant second meilleur buteur de Serie A derrière Edin Džeko, auteur d'un but de plus. Il s'agit à ce jour de la meilleure saison de sa carrière tant il se sera montré décisif. Toujours considéré par son entraineur et la direction de son club italien, il arrive en fin de contrat à la fin de la saison 2019-2020 : au-delà d'une possible prolongation avec le Napoli Mertens se trouve annoncé dans plusieurs clubs, dont Dortmund ou l'Inter de Milan ou encore en avril 2020 l'AS Monaco.
Dries Mertens est aussi le meilleur buteur de SSC Naples, en effet le 13 juin 2020 il marque son 122e but avec le Napoli contre l’Inter Milan en demi-finale de coupe d’Italie (1-1). Il dépasse alors le record de Marek Hamšík (121 buts) et permet au club napolitain d’atteindre face à la Juventus, la finale de la coupe d’Italie pour la dixième fois de son histoire.

#### Galatasaray SK (2022-2025)
Son contrat n'ayant pas été prolongé au Napoli, où il avait pourtant acquis un statut d'icône historique, Mertens signe un contrat d'une saison, assorti d'une option pour une deuxième, au Galatasaray en Turquie dont les supporteurs l'ont accueilli avec beaucoup de ferveur.
Le 13 août 2022, Dries Mertens fait ses débuts avec Galatasaray en entrant au jeu à la place de Yunus Akgün à la 78e minute, juste après que Giresunspor ait pris l'avantage, mais ne peut empêcher la défaite de sa formation à domicile sur le score de 0-1.
Mertens inscrit son premier but pour Galatasaray le 23 octobre 2022, lors d'une rencontre de championnat face à Alanyaspor sur une passe de l'argentin Mauro Icardi. Titularisé, il ouvre le score et réalise également sa première passe décisive pour Mauro Icardi qui lui inscrit également son premier but avec Galatasaray. mais les deux équipes se neutralisent (2-2 score final).
Avec Galatasaray, Dries Mertens remporte son premier championnat à 36ans. Durant la saison 2022-2023, il aura joué 33 matchs avec Galatasaray marquant 7 buts et réalisé 4 passes décisives.
Le 12 juin 2023, Galatasaray annonce la prolongation du contrat de Dries Mertens pour la saison 2023-2024.
Il s'illustre le 25 novembre 2023 durants la rencontre de championnat face à Alanyaspor lors de la victoire de Galatasaray sur le score de 4-0. En effet, au cours de ce match, Mertens délivre tout d'abord une passe décisive sur le premier but de sa formation inscrit par son coéquipier Mauro Icardi, avant d'inscrire son premier doublé sous les couleurs de Galatasaray, en étant l'auteur du deuxième et du troisième buts de son équipe. Le 5 mai 2024, Mertens réalise un nouveau doublé pour Galatasaray, lors d'une rencontre de championnat face à Sivasspor. Il est également l'auteur d'une passe décisive pour Mauro Icardi, et permet à son équipe de l'emporter par six buts à un.
Le 26 mai 2024, Galatasaray s'impose sur le score de 3-1 à l'extérieur contre Konyaspor lors de la dernière journée de championnat, ce qui fait de son équipe le champion de la Süper Lig pour la 24e fois avec un record de 102 points. Mertens boucle dans le même temps sa deuxième saison au club en tant que meilleur passeur du championnat avec 18 passes décisives, en plus de marquer 9 buts en 35 matchs de championnats.
Le 3 juillet 2024, Galatasaray a annoncé que Mertens avait signé un nouveau contrat pour une année supplémentaire.
Le 22 avril 2025, Mertens s'illustre lors de la demi-finale de la coupe de Turquie, en délivrant trois passes décisives durant la rencontre face à Konyaspor, guidant par la même occasion son équipe vers la finale, permettant dans le même temps à Galatasaray de remporter la partie sur le score de 5-1.
Dries Mertens quitte le Galatasaray à l'issue de la saison 2024-2025, non sans inscrire un ultime but sur penalty dans la dernière rencontre de championnat avant de quitter le jeu à la 79e minute sous les ovations du public et porté en triomphe par ses coéquipiers pour des adieux inoubliables et remplis d'émotion.
Il annonce sa retraite le 23 juin 2025.

### En sélections nationales

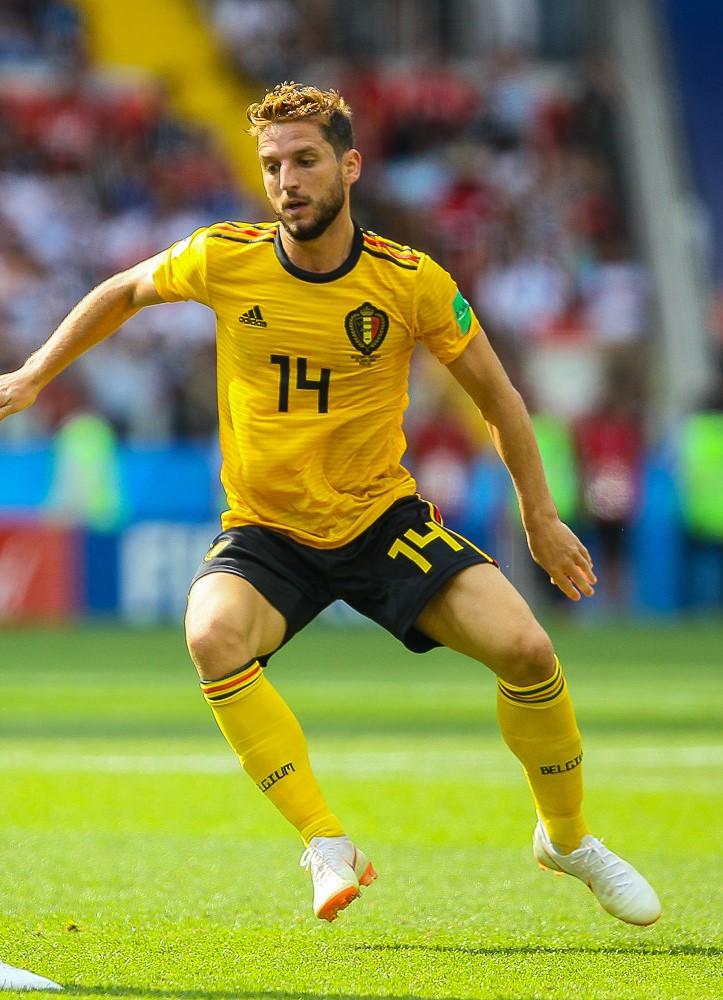
Dries Mertens lors de la Coupe du monde 2018.

En octobre 2010, il est appelé pour la première fois chez les Diables Rouges sans pour autant entrer en jeu. Il honore sa première sélection avec l'équipe nationale de Belgique le 9 février 2011 lors d'un match amical face à la Finlande au Stade Jules-Otten de Gand. Il entre en jeu à la place de Nacer Chadli ce jour-là et les deux équipes font match nul (1-1).
Le 15 août 2012, il contribue largement à la victoire 4-2 de la Belgique contre les Pays-Bas, en marquant un but, ce qui constitue dans le même temps son premier but en équipe nationale  et en délivrant deux passes décisives. Il fait partie de la génération dorée belge avec notamment Kevin De Bruyne, Thibaut Courtois, Jan Vertonghen, Toby Alderweireld, Vincent Kompany, Eden Hazard, Axel Witsel et Romelu Lukaku.

#### Coupe du monde 2014
Le 17 juin 2014, il participe à son premier match de coupe du monde en entrant à la mi-temps et marque en fin de match pour offrir la victoire 2-1 aux Diables rouges face à l'Algérie. Il réalise également une très bonne coupe du monde et les Diables ne sont éliminés qu'en quarts de finale par l'Argentine, sur un but de son coéquipier à Naples Gonzalo Higuaín.

#### Euro 2016
Deux ans plus tard, il dispute l'Euro 2016. Les « diables rouges » s'inclinent en quart de finale face au Pays de Galles sur un score de 3-1. Ashley Williams, Hal Robson-Kanu et Sam Vokes sont les buteurs côté gallois.

#### Coupe du monde 2018
En 2018, il est sélectionné dans l'équipe nationale de Belgique pour participer à la Coupe du monde de football 2018 en Russie. Il joue six des sept matchs des Diables Rouges durant ce tournoi. Il marque le premier but des Belges face au Panama à la 47e minute de jeu. Cette reprise de volée figure dans les meilleurs buts de la Coupe du monde 2018 en Russie selon la FIFA. Les Diables Rouges finissent à la troisième place du tournoi, en battant l’Angleterre sur le score de 2-0, lors de la « petite finale ».

#### Euro 2020
Mertens est à nouveau convoqué par Roberto Martinez pour disputer l'Euro 2020 où les Belges atteignent les quarts de finale, s'inclinant contre l'Italie (1-2), futur vainqueur de l'édition,.

#### Coupe du monde 2022
Le 10 novembre 2022, il est sélectionné par Roberto Martínez pour participer à la Coupe du monde 2022.

## Statistiques

### En club
| Saison                | Club                  | Championnat           | Championnat | Championnat | Championnat | Coupe(s) nationale(s) | Coupe(s) nationale(s) | Coupe(s) nationale(s) | Supercoupe | Supercoupe | Supercoupe | Compétition(s) continentale(s) | Compétition(s) continentale(s) | Compétition(s) continentale(s) | Compétition(s) continentale(s) | Autres compétitions | Autres compétitions | Autres compétitions | Autres compétitions | Total | Total | Total |
| Saison                | Club                  | Division              | M.          | B.          | P.d.        | M.                    | B.                    | P.d.                  | M.         | B.         | P.d.       | Comp.                          | M.                             | B.                             | P.d.                           | Comp.               | M.                  | B.                  | P.d.                | M.    | B.    | P.d.  |
| 2005-2006             | SC Eendracht Alost    | Division 3A           | 14          | 4           | 0           | -                     | -                     | -                     | -          | -          | -          | -                              | -                              | -                              | -                              | -                   | -                   | -                   | -                   | 14    | 4     | 0     |
| 2006-2007             | AGOVV Apeldoorn       | Eerste Divisie        | 35          | 2           | 0           | 1                     | 0                     | 0                     | -          | -          | -          | -                              | -                              | -                              | -                              | -                   | -                   | -                   | -                   | 36    | 2     | 0     |
| 2007-2008             | AGOVV Apeldoorn       | Eerste Divisie        | 38          | 15          | 6           | 2                     | 1                     | 0                     | -          | -          | -          | -                              | -                              | -                              | -                              | -                   | -                   | -                   | -                   | 40    | 16    | 6     |
| 2008-2009             | AGOVV Apeldoorn       | Eerste Divisie        | 35          | 13          | 7           | 2                     | 1                     | 1                     | -          | -          | -          | -                              | -                              | -                              | -                              | -                   | -                   | -                   | -                   | 37    | 14    | 8     |
| Sous-total            | Sous-total            | Sous-total            | 108         | 30          | 13          | 5                     | 2                     | 1                     | -          | -          | -          | -                              | -                              | -                              | -                              | -                   | -                   | -                   | -                   | 113   | 32    | 14    |
| 2009-2010             | FC Utrecht            | Eredivisie            | 34          | 6           | 5           | 1                     | 0                     | 0                     | -          | -          | -          | -                              | -                              | -                              | -                              | PO                  | 4                   | 1                   | 5                   | 39    | 7     | 10    |
| 2010-2011             | FC Utrecht            | Eredivisie            | 31          | 10          | 17          | 4                     | 1                     | 2                     | -          | -          | -          | C3                             | 12                             | 3                              | 5                              | -                   | -                   | -                   | -                   | 47    | 14    | 24    |
| Sous-total            | Sous-total            | Sous-total            | 65          | 16          | 22          | 5                     | 1                     | 2                     | -          | -          | -          | -                              | 12                             | 3                              | 5                              | -                   | 4                   | 1                   | 5                   | 86    | 21    | 34    |
| 2011-2012             | PSV Eindhoven         | Eredivisie            | 33          | 21          | 15          | 5                     | 3                     | 1                     | -          | -          | -          | C3                             | 11                             | 3                              | 6                              | -                   | -                   | -                   | -                   | 49    | 27    | 22    |
| 2012-2013             | PSV Eindhoven         | Eredivisie            | 29          | 16          | 17          | 3                     | 1                     | 0                     | 1          | 0          | 1          | C3                             | 6                              | 1                              | 3                              | -                   | -                   | -                   | -                   | 39    | 18    | 21    |
| Sous-total            | Sous-total            | Sous-total            | 62          | 37          | 32          | 8                     | 4                     | 1                     | 1          | 0          | 1          | -                              | 17                             | 4                              | 9                              | -                   | -                   | -                   | -                   | 88    | 45    | 43    |
| 2013-2014             | SSC Naples            | Serie A               | 33          | 11          | 8           | 4                     | 2                     | 1                     | -          | -          | -          | C1+C3                          | 6+4                            | 0+0                            | 2+1                            | -                   | -                   | -                   | -                   | 47    | 13    | 12    |
| 2014-2015             | SSC Naples            | Serie A               | 31          | 6           | 9           | 4                     | 0                     | 0                     | 1          | 0          | 0          | C1+C3                          | 2+13                           | 0+4                            | 0+3                            | -                   | -                   | -                   | -                   | 51    | 10    | 12    |
| 2015-2016             | SSC Naples            | Serie A               | 33          | 5           | 5           | 2                     | 1                     | 0                     | -          | -          | -          | C3                             | 5                              | 5                              | 2                              | -                   | -                   | -                   | -                   | 40    | 11    | 7     |
| 2016-2017             | SSC Naples            | Serie A               | 35          | 28          | 9           | 3                     | 1                     | 0                     | -          | -          | -          | C1                             | 8                              | 5                              | 4                              | -                   | -                   | -                   | -                   | 46    | 34    | 13    |
| 2017-2018             | SSC Naples            | Serie A               | 38          | 18          | 6           | 2                     | 1                     | 1                     | -          | -          | -          | C1+C3                          | 8+1                            | 3+0                            | 5+0                            | -                   | -                   | -                   | -                   | 49    | 22    | 12    |
| 2018-2019             | SSC Naples            | Serie A               | 35          | 16          | 10          | 1                     | 0                     | 0                     | -          | -          | -          | C1+C3                          | 6+5                            | 3+0                            | 0+2                            | -                   | -                   | -                   | -                   | 47    | 19    | 12    |
| 2019-2020             | SSC Naples            | Serie A               | 31          | 9           | 9           | 3                     | 1                     | 0                     | -          | -          | -          | C1                             | 8                              | 6                              | 2                              | -                   | -                   | -                   | -                   | 42    | 16    | 11    |
| 2020-2021             | SSC Naples            | Serie A               | 29          | 9           | 8           | 1                     | 0                     | 0                     | 1          | 0          | 0          | C3                             | 7                              | 1                              | 1                              | -                   | -                   | -                   | -                   | 38    | 10    | 9     |
| 2021-2022             | SSC Naples            | Serie A               | 30          | 11          | 2           | 1                     | 1                     | 0                     | -          | -          | -          | C3                             | 6                              | 1                              | 0                              | -                   | -                   | -                   | -                   | 37    | 13    | 2     |
| Sous-total            | Sous-total            | Sous-total            | 295         | 113         | 66          | 21                    | 7                     | 2                     | 2          | 0          | 0          | -                              | 79                             | 28                             | 22                             | -                   | -                   | -                   | -                   | 397   | 148   | 90    |
| 2022-2023             | Galatasaray SK        | Süper Lig             | 30          | 6           | 3           | 3                     | 1                     | 1                     | -          | -          | -          | -                              | -                              | -                              | -                              | -                   | -                   | -                   | -                   | 33    | 7     | 4     |
| 2023-2024             | Galatasaray SK        | Süper Lig             | 36          | 9           | 19          | 1                     | 0                     | 0                     | 1          | 0          | 0          | C1+C3                          | 11+2                           | 2+1                            | 0+0                            | -                   | -                   | -                   | -                   | 51    | 12    | 19    |
| 2024-2025             | Galatasaray SK        | Süper Lig             | 34          | 5           | 11          | 5                     | 0                     | 4                     | 1          | 0          | 0          | C1+C3                          | 2+10                           | 0+1                            | 0+6                            | -                   | -                   | -                   | -                   | 52    | 6     | 21    |
| Sous-total            | Sous-total            | Sous-total            | 100         | 20          | 33          | 9                     | 1                     | 5                     | 2          | 0          | 0          | -                              | 25                             | 4                              | 6                              | -                   | -                   | -                   | -                   | 136   | 25    | 44    |
| Total sur la carrière | Total sur la carrière | Total sur la carrière | 644         | 220         | 166         | 48                    | 15                    | 11                    | 5          | 0          | 1          | -                              | 133                            | 39                             | 42                             | -                   | 4                   | 1                   | 5                   | 834   | 275   | 225   |

### En sélections nationales
| Saison                | Sélection             | Phases finales        | Phases finales | Phases finales | Phases finales | Éliminatoires CDM | Éliminatoires CDM | Éliminatoires CDM | Éliminatoires EURO | Éliminatoires EURO | Éliminatoires EURO | Ligue des Nations | Ligue des Nations | Ligue des Nations | Matchs amicaux | Matchs amicaux | Matchs amicaux | Total | Total | Total |
| Saison                | Sélection             | Compétition           | M              | B              | Pd             | M                 | B                 | Pd                | M                  | B                  | Pd                 | M                 | B                 | Pd                | M              | B              | Pd             | M     | B     | Pd    |
| --------------------- | --------------------- | --------------------- | -------------- | -------------- | -------------- | ----------------- | ----------------- | ----------------- | ------------------ | ------------------ | ------------------ | ----------------- | ----------------- | ----------------- | -------------- | -------------- | -------------- | ----- | ----- | ----- |
| 2010-2011             | Belgique              | -                     | -              | -              | -              | -                 | -                 | -                 | 1                  | 0                  | 0                  | -                 | -                 | -                 | 1              | 0              | 0              | 2     | 0     | 0     |
| 2011-2012             | Belgique              | -                     | -              | -              | -              | -                 | -                 | -                 | 3                  | 0                  | 2                  | -                 | -                 | -                 | 5              | 0              | 2              | 8     | 0     | 4     |
| 2012-2013             | Belgique              | -                     | -              | -              | -              | 5                 | 0                 | 2                 | -                  | -                  | -                  | -                 | -                 | -                 | 4              | 2              | 2              | 9     | 2     | 4     |
| 2013-2014             | Belgique              | Coupe du monde 2014   | 5              | 1              | 0              | -                 | -                 | -                 | -                  | -                  | -                  | -                 | -                 | -                 | 6              | 1              | 1              | 11    | 2     | 1     |
| 2014-2015             | Belgique              | -                     | -              | -              | -              | -                 | -                 | -                 | 5                  | 2                  | 1                  | -                 | -                 | -                 | 3              | 1              | 1              | 8     | 3     | 2     |
| 2015-2016             | Belgique              | Euro 2016             | 5              | 0              | 0              | -                 | -                 | -                 | 4                  | 1                  | 3                  | -                 | -                 | -                 | 4              | 0              | 1              | 13    | 1     | 4     |
| 2016-2017             | Belgique              | -                     | -              | -              | -              | 5                 | 4                 | 4                 | -                  | -                  | -                  | -                 | -                 | -                 | 3              | 0              | 1              | 8     | 4     | 5     |
| 2017-2018             | Belgique              | Coupe du monde 2018   | 6              | 1              | 1              | 4                 | 1                 | 2                 | -                  | -                  | -                  | -                 | -                 | -                 | 6              | 1              | 3              | 16    | 3     | 6     |
| 2018-2019             | Belgique              | -                     | -              | -              | -              | -                 | -                 | -                 | 4                  | 1                  | 2                  | 4                 | 0                 | 2                 | 2              | 1              | 0              | 10    | 2     | 4     |
| 2019-2020             | Belgique              | -                     | -              | -              | -              | -                 | -                 | -                 | 5                  | 1                  | 0                  | -                 | -                 | -                 | -              | -              | -              | 5     | 1     | 0     |
| 2020-2021             | Belgique              | Euro 2020             | 4              | 0              | 1              | 2                 | 0                 | 1                 | -                  | -                  | -                  | 4                 | 3                 | 1                 | 2              | 0              | 0              | 12    | 3     | 3     |
| 2021-2022             | Belgique              | -                     | -              | -              | -              | 1                 | 0                 | 0                 | -                  | -                  | -                  | 2                 | 0                 | 0                 | -              | -              | -              | 3     | 0     | 0     |
| 2022-2023             | Belgique              | Coupe du monde 2022   | 2              | 0              | 0              | -                 | -                 | -                 | -                  | -                  | -                  | 1                 | 0                 | 0                 | 1              | 0              | 0              | 4     | 0     | 0     |
| Total sur la carrière | Total sur la carrière | Total sur la carrière | 22             | 2              | 2              | 17                | 5                 | 9                 | 22                 | 5                  | 8                  | 11                | 3                 | 3                 | 37             | 6              | 11             | 109   | 21    | 33    |

### Matchs internationaux
| Matchs internationaux de Dries Mertens, | Matchs internationaux de Dries Mertens, | Matchs internationaux de Dries Mertens,                     | Matchs internationaux de Dries Mertens, | Matchs internationaux de Dries Mertens, | Matchs internationaux de Dries Mertens, | Matchs internationaux de Dries Mertens, | Matchs internationaux de Dries Mertens,                                                                            |
| #                                       | Date                                    | Lieu                                                        | Adversaire                              | Résultat                                | Compétition                             | Club                                    | Notes |
| --------------------------------------- | --------------------------------------- | ----------------------------------------------------------- | --------------------------------------- | --------------------------------------- | --------------------------------------- | --------------------------------------- | --- |
| 1                                       | 9 février 2011                          | Stade Jules-Otten, Gand, Belgique                           | Finlande                                | N 1 - 1                                 | Match amical                            | FC Utrecht                              | Entre en jeu à la place de Nacer Chadli à la 59e minute de jeu.                                                    |
| 2                                       | 3 juin 2011                             | Stade Roi Baudouin, Bruxelles, Belgique                     | Turquie                                 | N 1 - 1                                 | Éliminatoires de l'Euro 2012            | FC Utrecht                              | Entre en jeu à la place de Eden Hazard à la 60e minute de jeu.                                                     |
| 3                                       | 10 août 2011                            | Stadion Stožice, Ljubljana, Slovénie                        | Slovénie                                | N 0 - 0                                 | Match amical                            | PSV Eindhoven                           | Titulaire. |
| 4                                       | 2 septembre 2011                        | Stade Tofiq-Béhramov, Bakou, Azerbaïdjan                    | Azerbaïdjan                             | N 1 - 1                                 | Éliminatoires de l'Euro 2012            | PSV Eindhoven                           | Titulaire. |
| 5                                       | 6 septembre 2011                        | Stade Roi Baudouin, Bruxelles, Belgique                     | États-Unis                              | V 1 - 0                                 | Match amical                            | PSV Eindhoven                           | Titulaire. |
| 6                                       | 7 octobre 2011                          | Stade Roi Baudouin, Bruxelles, Belgique                     | Kazakhstan                              | V 4 - 1                                 | Éliminatoires de l'Euro 2012            | PSV Eindhoven                           | Titulaire. |
| 7                                       | 11 octobre 2011                         | Esprit Arena, Düsseldorf, Allemagne                         | Allemagne                               | D 1 - 3                                 | Éliminatoires de l'Euro 2012            | PSV Eindhoven                           | Entre en jeu à la place de Mousa Dembélé à la 65e minute de jeu.                                                   |
| 8                                       | 11 novembre 2011                        | Stade Maurice-Dufrasne, Liège, Belgique                     | Roumanie                                | V 2 - 1                                 | Match amical                            | PSV Eindhoven                           | Titulaire, remplacé par Kevin De Bruyne à la 79e minute de jeu.                                                    |
| 9                                       | 25 mai 2012                             | Stade Roi Baudouin, Bruxelles, Belgique                     | Monténégro                              | N 2 - 2                                 | Match amical                            | PSV Eindhoven                           | Titulaire. |
| 10                                      | 2 juin 2012                             | Stade de Wembley, Londres, Angleterre                       | Angleterre                              | D 0 - 1                                 | Match amical                            | PSV Eindhoven                           | Titulaire, remplacé par Romelu Lukaku à la 73e minute de jeu.                                                      |
| 11                                      | 15 août 2012                            | Stade Roi Baudouin, Bruxelles, Belgique                     | Pays-Bas                                | V 4 - 2                                 | Match amical                            | PSV Eindhoven                           | Buteur, entre en jeu à la place de Nacer Chadli à la 67e minute de jeu..                                           |
| 12                                      | 7 septembre 2012                        | Cardiff City Stadium, Cardiff, Pays de Galles               | Pays de Galles                          | V 2 - 0                                 | Éliminatoires de la Coupe du monde 2014 | PSV Eindhoven                           | Titulaire. |
| 13                                      | 11 septembre 2012                       | Stade Roi Baudouin, Bruxelles, Belgique                     | Croatie                                 | N 1 - 1                                 | Éliminatoires de la Coupe du monde 2014 | PSV Eindhoven                           | Titulaire, remplacé par Kevin Mirallas à la 81e minute de jeu.                                                     |
| 14                                      | 12 octobre 2012                         | Stade de l'Étoile rouge, Belgrade, Serbie                   | Serbie                                  | V 3 - 0                                 | Éliminatoires de la Coupe du monde 2014 | PSV Eindhoven                           | Entre en jeu à la place de Eden Hazard à la 55e minute de jeu.                                                     |
| 15                                      | 16 octobre 2012                         | Stade Roi Baudouin, Bruxelles, Belgique                     | Écosse                                  | V 2 - 0                                 | Éliminatoires de la Coupe du monde 2014 | PSV Eindhoven                           | Titulaire, remplacé par Kevin Mirallas à la 56e minute de jeu.                                                     |
| 16                                      | 14 novembre 2012                        | Arena Națională, Bucarest, Roumanie                         | Roumanie                                | D 1 - 2                                 | Match amical                            | PSV Eindhoven                           | Titulaire, remplacé par Ilombe Mboyo à la 61e minute de jeu.                                                       |
| 17                                      | 6 février 2013                          | Stade Jan-Breydel, Bruges, Belgique                         | Slovaquie                               | V 2 - 1                                 | Match amical                            | PSV Eindhoven                           | Buteur, entre en jeu à la place de Kevin De Bruyne à la 62e minute de jeu.                                         |
| 18                                      | 26 mars 2013                            | Stade Roi Baudouin, Bruxelles, Belgique                     | Macédoine                               | V 1 - 0                                 | Éliminatoires de la Coupe du monde 2014 | PSV Eindhoven                           | Titulaire, remplacé par Kevin Mirallas à la 46e minute de jeu.                                                     |
| 19                                      | 29 mai 2013                             | FirstEnergy Stadium, Cleveland, États-Unis                  | États-Unis                              | V 4 - 2                                 | Match amical                            | PSV Eindhoven                           | Entre en jeu à la place de Kevin De Bruyne à la 68e minute de jeu.                                                 |
| 20                                      | 14 août 2013                            | Stade Roi Baudouin, Bruxelles, Belgique                     | France                                  | N 0 - 0                                 | Match amical                            | SSC Naples                              | Entre en jeu à la place de Eden Hazard à la 74e minute de jeu.                                                     |
| 21                                      | 14 novembre 2013                        | Stade Roi Baudouin, Bruxelles, Belgique                     | Colombie                                | D 0 - 2                                 | Match amical                            | SSC Naples                              | Entre en jeu à la place de Eden Hazard à la 65e minute de jeu.                                                     |
| 22                                      | 19 novembre 2013                        | Stade Roi Baudouin, Bruxelles, Belgique                     | Japon                                   | D 2 - 3                                 | Match amical                            | SSC Naples                              | Titulaire, remplacé par Kevin De Bruyne à la 65e minute de jeu.                                                    |
| 23                                      | 5 mars 2014                             | Stade Roi Baudouin, Bruxelles, Belgique                     | Côte d'Ivoire                           | N 2 - 2                                 | Match amical                            | SSC Naples                              | Titulaire. |
| 24                                      | 1er juin 2014                           | Friends Arena, Solna, Suède                                 | Suède                                   | V 2 - 0                                 | Match amical                            | SSC Naples                              | Titulaire, remplacé par Nacer Chadli à la 68e minute de jeu.                                                       |
| 25                                      | 7 juin 2014                             | Stade Roi Baudouin, Bruxelles, Belgique                     | Tunisie                                 | V 1 - 0                                 | Match amical                            | SSC Naples                              | Buteur, entre en jeu à la place de Marouane Fellaini à la 46e minute de jeu.                                       |
| 26                                      | 17 juin 2014                            | Mineirão, Belo Horizonte, Brésil                            | Algérie                                 | V 2 - 1                                 | Coupe du monde 2014                     | SSC Naples                              | Buteur, entre en jeu à la place de Nacer Chadli à la 46e minute de jeu.                                            |
| 27                                      | 22 juin 2014                            | Stade Maracanã, Rio de Janeiro, Brésil                      | Russie                                  | V 1 - 0                                 | Coupe du monde 2014                     | SSC Naples                              | Titulaire, remplacé par Kevin Mirallas à la 75e minute de jeu.                                                     |
| 28                                      | 26 juin 2014                            | Arena Corinthians, São Paulo, Brésil                        | Corée du Sud                            | V 1 - 0                                 | Coupe du monde 2014                     | SSC Naples                              | Titulaire, remplacé par Divock Origi à la 60e minute de jeu.                                                       |
| 29                                      | 1er juillet 2014                        | Itaipava Arena Fonte Nova, Salvador de Bahia, Brésil        | États-Unis                              | V 2 - 1 a.p.                            | Coupe du monde 2014                     | SSC Naples                              | Titulaire, remplacé par Kevin Mirallas à la 60e minute de jeu.                                                     |
| 30                                      | 5 juillet 2014                          | Stade national de Brasilia Mané Garrincha, Brasilia, Brésil | Argentine                               | D 0 - 1                                 | Coupe du monde 2014                     | SSC Naples                              | Entre en jeu à la place de Kevin Mirallas à la 60e minute de jeu.                                                  |
| 31                                      | 4 septembre 2014                        | Stade Maurice-Dufrasne, Liège, Belgique                     | Australie                               | V 2 - 0                                 | Match amical                            | SSC Naples                              | Titulaire et buteur, remplacé par Nacer Chadli à la 63e minute de jeu.                                             |
| 32                                      | 10 octobre 2014                         | Stade Roi Baudouin, Bruxelles, Belgique                     | Andorre                                 | V 6 - 0                                 | Éliminatoires de l'Euro 2016            | SSC Naples                              | Titulaire et buteur.                                                                                               |
| 33                                      | 13 octobre 2014                         | Stade Bilino-Polje, Zenica, Bosnie-Herzégovine              | Bosnie-Herzégovine                      | N 1 - 1                                 | Éliminatoires de l'Euro 2016            | SSC Naples                              | Entre en jeu à la place de Romelu Lukaku à la 57e minute de jeu.                                                   |
| 34                                      | 12 novembre 2014                        | Stade Roi Baudouin, Bruxelles, Belgique                     | Islande                                 | V 3 - 1                                 | Match amical                            | SSC Naples                              | Entre en jeu à la place de Adnan Januzaj à la 63e minute de jeu.                                                   |
| 35                                      | 16 novembre 2014                        | Stade Roi Baudouin, Bruxelles, Belgique                     | Pays de Galles                          | N 0 - 0                                 | Éliminatoires de l'Euro 2016            | SSC Naples                              | Entre en jeu à la place de Divock Origi à la 73e minute de jeu, remplacé par Adnan Januzaj à la 89e minute de jeu. |
| 36                                      | 28 mars 2015                            | Stade Roi Baudouin, Bruxelles, Belgique                     | Chypre                                  | V 5 - 0                                 | Éliminatoires de l'Euro 2016            | SSC Naples                              | Entre en jeu à la place de Eden Hazard à la 69e minute de jeu.                                                     |
| 37                                      | 7 juin 2015                             | Stade de France, Saint-Denis, France                        | France                                  | V 4 - 3                                 | Match amical                            | SSC Naples                              | Titulaire, remplacé par Yannick Carrasco à la 59e minute de jeu.                                                   |
| 38                                      | 12 juin 2015                            | Cardiff City Stadium, Cardiff, Pays de Galles               | Pays de Galles                          | D 0 - 1                                 | Éliminatoires de l'Euro 2016            | SSC Naples                              | Titulaire, remplacé par Romelu Lukaku à la 46e minute de jeu.                                                      |
| 39                                      | 3 septembre 2015                        | Stade Roi Baudouin, Bruxelles, Belgique                     | Bosnie-Herzégovine                      | V 3 - 1                                 | Éliminatoires de l'Euro 2016            | SSC Naples                              | Entre en jeu à la place de Kevin De Bruyne à la 89e minute de jeu.                                                 |
| 40                                      | 6 septembre 2015                        | Stade GSP, Nicosie, Chypre                                  | Chypre                                  | V 1 - 0                                 | Éliminatoires de l'Euro 2016            | SSC Naples                              | Entre en jeu à la place de Marouane Fellaini à la 64e minute de jeu.                                               |
| 41                                      | 10 octobre 2015                         | Estadi Nacional, Andorre-la-Vieille, Andorre                | Andorre                                 | V 4 - 1                                 | Éliminatoires de l'Euro 2016            | SSC Naples                              | Titulaire, remplacé par Nacer Chadli à la 72e minute de jeu.                                                       |
| 42                                      | 13 octobre 2015                         | Stade Roi Baudouin, Bruxelles, Belgique                     | Israël                                  | V 3 - 1                                 | Éliminatoires de l'Euro 2016            | SSC Naples                              | Titulaire et buteur.                                                                                               |
| 43                                      | 29 mars 2016                            | Stade Dr. Magalhães Pessoa, Leiria, Portugal                | Portugal                                | D 1 - 2                                 | Match amical                            | SSC Naples                              | Titulaire, remplacé par Michy Batshuayi à la 67e minute de jeu.                                                    |
| 44                                      | 28 mai 2016                             | Stade de Genève, Carouge, Suisse                            | Suisse                                  | V 2 - 1                                 | Match amical                            | SSC Naples                              | Titulaire, remplacé par Divock Origi à la 67e minute de jeu.                                                       |
| 45                                      | 1er juin 2016                           | Stade Roi Baudouin, Bruxelles, Belgique                     | Finlande                                | N 1 - 1                                 | Match amical                            | SSC Naples                              | Entre en jeu à la place de Divock Origi à la 57e minute de jeu.                                                    |
| 46                                      | 5 juin 2016                             | Stade Roi Baudouin, Bruxelles, Belgique                     | Norvège                                 | V 3 - 2                                 | Match amical                            | SSC Naples                              | Titulaire, remplacé par Divock Origi à la 80e minute de jeu.                                                       |
| 47                                      | 13 juin 2016                            | Parc Olympique lyonnais, Décines-Charpieu, France           | Italie                                  | D 0 - 2                                 | Euro 2016                               | SSC Naples                              | Entre en jeu à la place de Radja Nainggolan à la 62e minute de jeu.                                                |
| 48                                      | 18 juin 2016                            | Matmut Atlantique, Bordeaux, France                         | République d'Irlande                    | V 3 - 0                                 | Euro 2016                               | SSC Naples                              | Entre en jeu à la place de Yannick Carrasco à la 64e minute de jeu.                                                |
| 49                                      | 22 juin 2016                            | Allianz Riviera, Nice, France                               | Suède                                   | V 1 - 0                                 | Euro 2016                               | SSC Naples                              | Entre en jeu à la place de Yannick Carrasco à la 71e minute de jeu.                                                |
| 50                                      | 26 juin 2016                            | Stadium de Toulouse, Toulouse, France                       | Hongrie                                 | V 4 - 0                                 | Euro 2016                               | SSC Naples                              | Titulaire, remplacé par Yannick Carrasco à la 70e minute de jeu.                                                   |
| 51                                      | 1er juillet 2016                        | Stade Pierre-Mauroy, Villeneuve-d'Ascq, France              | Pays de Galles                          | D 1 - 3                                 | Euro 2016                               | SSC Naples                              | Entre en jeu à la place de Jordan Lukaku à la 75e minute de jeu.                                                   |
| 52                                      | 7 octobre 2016                          | Stade Roi Baudouin, Bruxelles, Belgique                     | Bosnie-Herzégovine                      | V 4 - 0                                 | Éliminatoires de la Coupe du monde 2018 | SSC Naples                              | Titulaire. |
| 53                                      | 10 octobre 2016                         | Stade de l'Algarve, Faro, Portugal                          | Gibraltar                               | V 6 - 0                                 | Éliminatoires de la Coupe du monde 2018 | SSC Naples                              | Titulaire et buteur, remplacé par Kevin Mirallas à la 64e minute de jeu.                                           |
| 54                                      | 9 novembre 2016                         | Amsterdam Arena, Amsterdam, Pays-Bas                        | Pays-Bas                                | N 1 - 1                                 | Match amical                            | SSC Naples                              | Titulaire, remplacé par Romelu Lukaku à la 64e minute de jeu.                                                      |
| 55                                      | 13 novembre 2016                        | Stade Roi Baudouin, Bruxelles, Belgique                     | Estonie                                 | V 8 - 1                                 | Éliminatoires de la Coupe du monde 2018 | SSC Naples                              | Titulaire et buteur, remplacé par Youri Tielemans à la 79e minute de jeu.                                          |
| 56                                      | 25 mars 2017                            | Stade Roi Baudouin, Bruxelles, Belgique                     | Grèce                                   | N 1 - 1                                 | Éliminatoires de la Coupe du monde 2018 | SSC Naples                              | Titulaire, écope d'un carton jaune à la 60e minute de jeu.                                                         |
| 57                                      | 28 mars 2017                            | Stade olympique Ficht, Sotchi, Russie                       | Russie                                  | N 3 - 3                                 | Match amical                            | SSC Naples                              | Entre en jeu à la place de Kevin Mirallas à la 66e minute de jeu.                                                  |
| 58                                      | 5 juin 2017                             | Stade Roi Baudouin, Bruxelles, Belgique                     | Tchéquie                                | V 2 - 1                                 | Match amical                            | SSC Naples                              | Entre en jeu à la place de Radja Nainggolan à la 46e minute de jeu.                                                |
| 59                                      | 9 juin 2017                             | A. Le Coq Arena, Tallinn, Estonie                           | Estonie                                 | V 2 - 0                                 | Éliminatoires de la Coupe du monde 2018 | SSC Naples                              | Titulaire et buteur, remplacé par Michy Batshuayi à la 81e minute de jeu.                                          |
| 60                                      | 31 août 2017                            | Stade Maurice-Dufrasne, Liège, Belgique                     | Gibraltar                               | V 9 - 0                                 | Éliminatoires de la Coupe du monde 2018 | SSC Naples                              | Titulaire et buteur, remplacé par Mousa Dembélé à la 46e minute de jeu.                                            |
| 61                                      | 3 septembre 2017                        | Stade Karaïskakis, Le Pirée, Grèce                          | Grèce                                   | V 2 - 1                                 | Éliminatoires de la Coupe du monde 2018 | SSC Naples                              | Titulaire. |
| 62                                      | 7 octobre 2017                          | Stade Grbavica, Sarajevo, Bosnie-Herzégovine                | Bosnie-Herzégovine                      | V 4 - 3                                 | Éliminatoires de la Coupe du monde 2018 | SSC Naples                              | Titulaire, remplacé par Youri Tielemans à la 46e minute de jeu.                                                    |
| 63                                      | 10 octobre 2017                         | Stade Roi Baudouin, Bruxelles, Belgique                     | Chypre                                  | V 4 - 0                                 | Éliminatoires de la Coupe du monde 2018 | SSC Naples                              | Entre en jeu à la place de Michy Batshuayi à la 56e minute de jeu.                                                 |
| 64                                      | 10 novembre 2017                        | Stade Roi Baudouin, Bruxelles, Belgique                     | Mexique                                 | N 3 - 3                                 | Match amical                            | SSC Naples                              | Entre en jeu à la place de Kevin De Bruyne à la 46e minute de jeu.                                                 |
| 65                                      | 14 novembre 2017                        | Stade Jan-Breydel, Bruges, Belgique                         | Japon                                   | V 1 - 0                                 | Match amical                            | SSC Naples                              | Titulaire, remplacé par Kevin Mirallas à la 60e minute de jeu.                                                     |
| 66                                      | 27 mars 2018                            | Stade Roi Baudouin, Bruxelles, Belgique                     | Arabie saoudite                         | V 4 - 0                                 | Match amical                            | SSC Naples                              | Titulaire, remplacé par Radja Nainggolan à la 59e minute de jeu.                                                   |
| 67                                      | 2 juin 2018                             | Stade Roi Baudouin, Bruxelles, Belgique                     | Portugal                                | N 0 - 0                                 | Match amical                            | SSC Naples                              | Titulaire, remplacé par Adnan Januzaj à la 46e minute de jeu.                                                      |
| 68                                      | 6 juin 2018                             | Stade Roi Baudouin, Bruxelles, Belgique                     | Égypte                                  | V 3 - 0                                 | Match amical                            | SSC Naples                              | Titulaire, remplacé par Nacer Chadli à la 46e minute de jeu.                                                       |
| 69                                      | 11 juin 2018                            | Stade Roi Baudouin, Bruxelles, Belgique                     | Costa Rica                              | V 4 - 1                                 | Match amical                            | SSC Naples                              | Titulaire et buteur, remplacé par Michy Batshuayi à la 52e minute de jeu.                                          |
| 70                                      | 18 juin 2018                            | Stade olympique Ficht, Sotchi, Russie                       | Panama                                  | V 3 - 0                                 | Coupe du monde 2018                     | SSC Naples                              | Titulaire et buteur, remplacé par Thorgan Hazard à la 83e minute de jeu.                                           |
| 71                                      | 23 juin 2018                            | Otkrytie Arena, Moscou, Russie                              | Tunisie                                 | V 5 - 2                                 | Coupe du monde 2018                     | SSC Naples                              | Titulaire, remplacé par Youri Tielemans à la 86e minute de jeu.                                                    |
| 72                                      | 28 juin 2018                            | Arena Baltika, Kaliningrad, Russie                          | Angleterre                              | V 1 - 0                                 | Coupe du monde 2018                     | SSC Naples                              | Entre en jeu à la place de Adnan Januzaj à la 86e minute de jeu.                                                   |
| 73                                      | 2 juillet 2018                          | Rostov Arena, Rostov-sur-le-Don, Russie                     | Japon                                   | V 3 - 2                                 | Coupe du monde 2018                     | SSC Naples                              | Titulaire, remplacé par Marouane Fellaini à la 65e minute de jeu.                                                  |
| 74                                      | 10 juillet 2018                         | Zenit Arena, Saint-Pétersbourg, Russie                      | France                                  | D 0 - 1                                 | Coupe du monde 2018                     | SSC Naples                              | Entre en jeu à la place de Mousa Dembélé à la 60e minute de jeu.                                                   |
| 75                                      | 14 juillet 2018                         | Zenit Arena, Saint-Pétersbourg, Russie                      | Angleterre                              | V 2 - 0                                 | Coupe du monde 2018                     | SSC Naples                              | Entre en jeu à la place de Romelu Lukaku à la 60e minute de jeu.                                                   |
| 76                                      | 7 septembre 2018                        | Hampden Park, Glasgow, Écosse                               | Écosse                                  | V 4 - 0                                 | Match amical                            | SSC Naples                              | Titulaire, remplacé par Yannick Carrasco à la 46e minute de jeu.                                                   |
| 77                                      | 11 septembre 2018                       | Laugardalsvöllur, Reykjavik, Islande                        | Islande                                 | V 3 - 0                                 | Ligue des nations 2018-2019             | SSC Naples                              | Titulaire. |
| 78                                      | 12 octobre 2018                         | Stade Roi Baudouin, Bruxelles, Belgique                     | Suisse                                  | V 2 - 1                                 | Ligue des nations 2018-2019             | SSC Naples                              | Titulaire, remplacé par Thorgan Hazard à la 92e minute de jeu.                                                     |
| 79                                      | 16 octobre 2018                         | Stade Roi Baudouin, Bruxelles, Belgique                     | Pays-Bas                                | N 1 - 1                                 | Match amical                            | SSC Naples                              | Titulaire et buteur, remplacé par Dennis Praet à la 46e minute de jeu.                                             |
| 80                                      | 15 novembre 2018                        | Stade Roi Baudouin, Laeken, Belgique                        | Islande                                 | V 2 - 0                                 | Ligue des nations 2018-2019             | SSC Naples                              | Titulaire, remplacé par Adnan Januzaj à la 75e minute de jeu.                                                      |
| 81                                      | 18 novembre 2018                        | Luzern Arena, Lucerne, Suisse                               | Suisse                                  | D 2 - 5                                 | Ligue des nations 2018-2019             | SSC Naples                              | Titulaire. |
| 82                                      | 21 mars 2019                            | Stade Roi Baudouin, Bruxelles, Belgique                     | Russie                                  | V 3 - 1                                 | Éliminatoires de l'Euro 2020            | SSC Naples                              | Titulaire, écope d'un carton jaune à la 90e minute de jeu.                                                         |
| 83                                      | 24 mars 2019                            | Stade GSP, Nicosie, Chypre                                  | Chypre                                  | V 2 - 0                                 | Éliminatoires de l'Euro 2020            | SSC Naples                              | Titulaire, remplacé par Adnan Januzaj à la 56e minute de jeu.                                                      |
| 84                                      | 8 juin 2019                             | Stade Roi Baudouin, Bruxelles, Belgique                     | Kazakhstan                              | V 3 - 0                                 | Éliminatoires de l'Euro 2020            | SSC Naples                              | Titulaire et buteur.                                                                                               |
| 85                                      | 11 juin 2019                            | Stade Roi Baudouin, Bruxelles, Belgique                     | Écosse                                  | V 3 - 0                                 | Éliminatoires de l'Euro 2020            | SSC Naples                              | Entre en jeu à la place de Youri Tielemans à la 78e minute de jeu.                                                 |
| 86                                      | 6 septembre 2019                        | Stadio Olimpico, Serravalle, Saint-Marin                    | Saint-Marin                             | V 4 - 0                                 | Éliminatoires de l'Euro 2020            | SSC Naples                              | Buteur, entre en jeu à la place de Divock Origi à la 55e minute de jeu.                                            |
| 87                                      | 9 septembre 2019                        | Hampden Park, Glasgow, Écosse                               | Écosse                                  | V 4 - 0                                 | Éliminatoires de l'Euro 2020            | SSC Naples                              | Titulaire. |
| 88                                      | 10 octobre 2019                         | Stade Roi Baudouin, Bruxelles, Belgique                     | Saint-Marin                             | V 9 - 0                                 | Éliminatoires de l'Euro 2020            | SSC Naples                              | Titulaire, remplacé par Yari Verschaeren à la 63e minute de jeu.                                                   |
| 89                                      | 13 octobre 2019                         | Astana Arena, Noursoultan, Kazakhstan                       | Kazakhstan                              | V 2 - 0                                 | Éliminatoires de l'Euro 2020            | SSC Naples                              | Titulaire, remplacé par Yannick Carrasco à la 78e minute de jeu.                                                   |
| 90                                      | 16 novembre 2019                        | Gazprom Arena, Saint-Pétersbourg, Russie                    | Russie                                  | V 4 - 1                                 | Éliminatoires de l'Euro 2020            | SSC Naples                              | Titulaire, remplacé par Youri Tielemans à la 52e minute de jeu.                                                    |
| 91                                      | 5 septembre 2020                        | Parken Stadium, Copenhague, Danemark                        | Danemark                                | V 2 - 0                                 | Ligue des nations 2020-2021             | SSC Naples                              | Titulaire et buteur, remplacé par Leandro Trossard à la 80e minute de jeu.                                         |
| 92                                      | 8 septembre 2020                        | Stade Roi Baudouin, Bruxelles, Belgique                     | Islande                                 | V 5 - 1                                 | Ligue des nations 2020-2021             | SSC Naples                              | Titulaire et buteur.                                                                                               |
| 93                                      | 15 novembre 2020                        | Stade Den Dreef, Louvain, Belgique                          | Angleterre                              | V 2 - 0                                 | Ligue des nations 2020-2021             | SSC Naples                              | Titulaire et buteur, remplacé par Dennis Praet à la 83e minute de jeu.                                             |
| 94                                      | 18 novembre 2020                        | Stade Den Dreef, Louvain, Belgique                          | Danemark                                | V 4 - 2                                 | Ligue des nations 2020-2021             | SSC Naples                              | Titulaire, écope d'un carton jaune à la 50e minute de jeu.                                                         |
| 95                                      | 24 mars 2021                            | Stade Den Dreef, Louvain, Belgique                          | Pays de Galles                          | V 3 - 1                                 | Éliminatoires de la Coupe du monde 2022 | SSC Naples                              | Titulaire, remplacé par Leandro Trossard à la 93e minute de jeu.                                                   |
| 96                                      | 27 mars 2021                            | Sinobo Stadium, Prague, Tchéquie                            | Tchéquie                                | N 1 - 1                                 | Éliminatoires de la Coupe du monde 2022 | SSC Naples                              | Titulaire, remplacé par Leandro Trossard à la 56e minute de jeu.                                                   |
| 97                                      | 3 juin 2021                             | Stade Roi Baudouin, Bruxelles, Belgique                     | Grèce                                   | N 1 - 1                                 | Match amical                            | SSC Naples                              | Entre en jeu à la place de Jérémy Doku à la 46e minute de jeu.                                                     |
| 98                                      | 6 juin 2021                             | Stade Roi Baudouin, Bruxelles, Belgique                     | Croatie                                 | V 1 - 0                                 | Match amical                            | SSC Naples                              | Titulaire, remplacé par Hans Vanaken à la 68e minute de jeu.                                                       |
| 99                                      | 12 juin 2021                            | Gazprom Arena, Saint-Pétersbourg, Russie                    | Russie                                  | V 3 - 0                                 | Euro 2020                               | SSC Naples                              | Titulaire, remplacé par Eden Hazard à la 72e minute de jeu.                                                        |
| 100                                     | 17 juin 2021                            | Parken Stadium, Copenhague, Danemark                        | Danemark                                | V 2 - 1                                 | Euro 2020                               | SSC Naples                              | Titulaire, remplacé par Kevin De Bruyne à la 46e minute de jeu.                                                    |
| 101                                     | 27 juin 2021                            | Stade La Cartuja, Séville, Espagne                          | Portugal                                | V 1 - 0                                 | Euro 2020                               | SSC Naples                              | Entre en jeu à la place de Kevin De Bruyne à la 48e minute de jeu.                                                 |
| 102                                     | 2 juillet 2021                          | Allianz Arena, Munich, Allemagne                            | Italie                                  | D 1 - 2                                 | Euro 2020                               | SSC Naples                              | Entre en jeu à la place de Youri Tielemans à la 69e minute de jeu.                                                 |
| 103                                     | 13 novembre 2021                        | Stade Roi Baudouin, Bruxelles, Belgique                     | Estonie                                 | V 3 - 1                                 | Éliminatoires de la Coupe du monde 2022 | SSC Naples                              | Entre en jeu à la place de Yannick Carrasco à la 71e minute de jeu.                                                |
| 104                                     | 3 juin 2022                             | Stade Roi Baudouin, Bruxelles, Belgique                     | Pays-Bas                                | D 1 - 4                                 | Ligue des nations 2022-2023             | SSC Naples                              | Entre en jeu à la place de Eden Hazard à la 46e minute de jeu.                                                     |
| 105                                     | 14 juin 2022                            | Stade national, Varsovie, Pologne                           | Pologne                                 | V 1 - 0                                 | Ligue des nations 2022-2023             | SSC Naples                              | Titulaire, remplacé par Charles De Ketelaere à la 80e minute de jeu.                                               |
| 106                                     | 22 septembre 2022                       | Stade Roi Baudouin, Bruxelles, Belgique                     | Pays de Galles                          | V 2 - 1                                 | Ligue des nations 2022-2023             | Galatasaray SK                          | Entre en jeu à la place de Yannick Carrasco à la 65e minute de jeu.                                                |
| 107                                     | 18 novembre 2022                        | Stade international Jaber Al-Ahmad (en), Koweït, Koweït     | Égypte                                  | D 1 - 2                                 | Match amical                            | Galatasaray SK                          | Entre en jeu à la place de Kevin De Bruyne à la 46e minute de jeu.                                                 |
| 108                                     | 27 novembre 2022                        | Stade d'Al-Thumama, Doha, Qatar                             | Maroc                                   | D 0 - 2                                 | Coupe du monde 2022                     | Galatasaray SK                          | Entre en jeu à la place de Eden Hazard à la 60e minute de jeu.                                                     |
| 109                                     | 1er décembre 2022                       | Stade Ahmed-ben-Ali, Al Rayyan, Qatar                       | Croatie                                 | N 0 - 0                                 | Coupe du monde 2022                     | Galatasaray SK                          | Titulaire, remplacé par Romelu Lukaku à la 46e minute de jeu.                                                      |

### Buts internationaux
| Buts internationaux de Dries Mertens, | Buts internationaux de Dries Mertens, | Buts internationaux de Dries Mertens,    | Buts internationaux de Dries Mertens, | Buts internationaux de Dries Mertens, | Buts internationaux de Dries Mertens,   | Buts internationaux de Dries Mertens, | Buts internationaux de Dries Mertens, | Buts internationaux de Dries Mertens, | Buts internationaux de Dries Mertens, |
| #                                     | Date                                  | Lieu                                     | Adversaire                            | Résultat                              | Compétition                             | Détail                                | Détail                                | Détail                                | Cape                                  |
| ------------------------------------- | ------------------------------------- | ---------------------------------------- | ------------------------------------- | ------------------------------------- | --------------------------------------- | ------------------------------------- | ------------------------------------- | ------------------------------------- | ------------------------------------- |
| 1                                     | 15 août 2012                          | Stade Roi Baudouin, Bruxelles, Belgique  | Pays-Bas                              | V 4 - 2                               | Match amical                            | 75e                                   | du pied droit                         | 2-2                                   | 10e                                   |
| 2                                     | 6 février 2013                        | Stade Jan-Breydel, Bruges, Belgique      | Slovaquie                             | V 2 - 1                               | Match amical                            | 90e                                   | du pied droit                         | 2-1                                   | 17e                                   |
| 3                                     | 7 juin 2014                           | Stade Roi Baudouin, Bruxelles, Belgique  | Tunisie                               | V 1 - 0                               | Match amical                            | 89e                                   | du pied droit                         | 1-0                                   | 25e                                   |
| 4                                     | 17 juin 2014                          | Mineirão, Belo Horizonte, Brésil         | Algérie                               | V 2 - 1                               | Coupe du monde 2014                     | 80e                                   | du pied droit                         | 2-1                                   | 26e                                   |
| 5                                     | 4 septembre 2014                      | Stade Maurice-Dufrasne, Liège, Belgique  | Australie                             | V 2 - 0                               | Match amical                            | 18e                                   | du pied gauche                        | 1-0                                   | 31e                                   |
| 6                                     | 10 octobre 2014                       | Stade Roi Baudouin, Bruxelles, Belgique  | Andorre                               | V 6 - 0                               | Éliminatoires de l'Euro 2016            | 65e                                   | de la tête                            | 5-0                                   | 32e                                   |
| 7                                     | 10 octobre 2014                       | Stade Roi Baudouin, Bruxelles, Belgique  | Andorre                               | V 6 - 0                               | Éliminatoires de l'Euro 2016            | 68e                                   | du pied droit                         | 6-0                                   | 32e                                   |
| 8                                     | 13 octobre 2015                       | Stade Roi Baudouin, Bruxelles, Belgique  | Israël                                | V 3 - 1                               | Éliminatoires de l'Euro 2016            | 18e                                   | du pied droit                         | 1-0                                   | 42e                                   |
| 9                                     | 10 octobre 2016                       | Stade de l'Algarve, Faro, Portugal       | Gibraltar                             | V 6 - 0                               | Éliminatoires de la Coupe du monde 2018 | 51e                                   | du pied droit                         | 0-4                                   | 53e                                   |
| 10                                    | 13 novembre 2016                      | Stade Roi Baudouin, Bruxelles, Belgique  | Estonie                               | V 8 - 1                               | Éliminatoires de la Coupe du monde 2018 | 16e                                   | du pied droit                         | 2-0                                   | 55e                                   |
| 11                                    | 13 novembre 2016                      | Stade Roi Baudouin, Bruxelles, Belgique  | Estonie                               | V 8 - 1                               | Éliminatoires de la Coupe du monde 2018 | 68e                                   | du pied droit                         | 6-1                                   | 55e                                   |
| 12                                    | 9 juin 2017                           | A. Le Coq Arena, Tallinn, Estonie        | Estonie                               | V 2 - 0                               | Éliminatoires de la Coupe du monde 2018 | 31e                                   | du pied droit                         | 0-1                                   | 59e                                   |
| 13                                    | 31 août 2017                          | Stade Maurice-Dufrasne, Liège, Belgique  | Gibraltar                             | V 9 - 0                               | Éliminatoires de la Coupe du monde 2018 | 16e                                   | du pied droit                         | 1-0                                   | 60e                                   |
| 14                                    | 11 juin 2018                          | Stade Roi Baudouin, Bruxelles, Belgique  | Costa Rica                            | V 4 - 1                               | Match amical                            | 32e                                   | du pied gauche                        | 1-1                                   | 69e                                   |
| 15                                    | 18 juin 2018                          | Stade olympique Ficht, Sotchi, Russie    | Panama                                | V 3 - 0                               | Coupe du monde 2018                     | 47e                                   | du pied droit                         | 1-0                                   | 70e                                   |
| 16                                    | 16 octobre 2018                       | Stade Roi Baudouin, Bruxelles, Belgique  | Pays-Bas                              | N 1 - 1                               | Match amical                            | 5e                                    | du pied droit                         | 1-0                                   | 79e                                   |
| 17                                    | 8 juin 2019                           | Stade Roi Baudouin, Bruxelles, Belgique  | Kazakhstan                            | V 3 - 0                               | Éliminatoires de l'Euro 2020            | 11e                                   | du pied droit                         | 1-0                                   | 84e                                   |
| 18                                    | 6 septembre 2019                      | Stadio Olimpico, Serravalle, Saint-Marin | Saint-Marin                           | V 4 - 0                               | Éliminatoires de l'Euro 2020            | 57e                                   | du pied droit                         | 0-2                                   | 86e                                   |
| 19                                    | 5 septembre 2020                      | Parken Stadium, Copenhague, Danemark     | Danemark                              | V 2 - 0                               | Ligue des nations 2020-2021             | 76e                                   | du pied droit                         | 0-2                                   | 91e                                   |
| 20                                    | 8 septembre 2020                      | Stade Roi Baudouin, Bruxelles, Belgique  | Islande                               | V 5 - 1                               | Ligue des nations 2020-2021             | 50e                                   | du pied droit                         | 3-1                                   | 92e                                   |
| 21                                    | 15 novembre 2020                      | Stade Den Dreef, Louvain, Belgique       | Angleterre                            | V 2 - 0                               | Ligue des nations 2020-2021             | 24e (coup franc)                      | du pied droit                         | 2-0                                   | 93e                                   |

## Palmarès

### En club
|  |  | PSV Eindhoven - Championnat des Pays-Bas : - Vice-champion : 2013. - Coupe des Pays-Bas (1) : - Vainqueur : 2012. - Finaliste : 2013. - Johan Cruijff Schaal (1) : - Vainqueur : 2012. |  | SSC Naples - Championnat d'Italie : - Vice-champion : 2016, 2018 et 2019. - Coupe d'Italie (2) : - Vainqueur : 2014 et 2020. - Supercoupe d'Italie (1) : - Vainqueur : 2014. |  | Galatasaray SK - Championnat de Turquie (3) : - Champion : 2023, 2024 et 2025. - Coupe de Turquie (1) : - Vainqueur : 2025. - Supercoupe de Turquie (1) : - Vainqueur : 2023. - Finaliste : 2024. |

### En sélections nationales
|  |  | Belgique - Coupe du monde : - Troisième : 2018. |

### Distinctions personnelles
- Meilleur buteur de l'histoire du SSC Napoli (148 buts).
- Co-meilleur passeur du Championnat d'Italie en 2019.
- Meilleur joueur de la phase de groupe de la Ligue Europa 2015-2016.
- Meilleur passeur du Championnat des Pays-Bas en 2013.
- Meilleur passeur du Championnat de Turquie en 2024.